# Tilly-sur-Seulles
Tilly-sur-Seulles település Franciaországban, Calvados megyében. Lakosainak száma 1813 fő (2022. január 1.). Tilly-sur-Seulles Audrieu, Bucéels, Fontenay-le-Pesnel, Hottot-les-Bagues, Juvigny-sur-Seulles és Lingèvres községekkel határos.

## Népesség
A település népessége az elmúlt években az alábbi módon változott:
| Lakosok száma | 973  | 1092 | 1252 | 1325 | 1570 | 1672 | 1700 | 1744 | 1766 | 1813 |
|               | 1968 | 1982 | 1990 | 2006 | 2013 | 2015 | 2017 | 2019 | 2020 | 2022 |